# 晨之科
晨之科是中国大陆地区一家从事二次元产业的企业，2013年成立于上海。

## 发展历史
2016年4月8日，晨之科代理由库洛科技开发的《战场双马尾》。
2016年11月21日，中文在线拟与晨之科及其原股东签署增资协议以及转让协议，中文在线拟以现金出资1.2亿元增资晨之科，认购其9.6%的股权，同时中文在线拟以现金1.3亿元收购晨之科股东朱明持有的晨之科10.4%股权。上述增资及收购完成后，中文在线获得晨之科20%的股权。
2016年12月27日，中文在线已与晨之科完成了相关股权交割手续，晨之科取得了上海市宝山区市场监督管理局换发的营业执照。
2017年4月25日，中文在线拟以发行股份及支付现金的方式收购上海晨之科信息技术有限公司的80%股权。
由于未能完成对赌协议，2019年12月12日，中文在线作价3.24亿元出售上海晨之科100%股权给钢钢网。

## 作品

### 中國大陸營運
- 妖怪名單
- 战场双马尾（日语：戦場のツインテール）（製作：珠海庫洛科技）
- 大话许仙
- 恶灵退散
- 幻想计划（已停運）
- 白貓Project（製作：Colopl（日语：コロプラ））（已停運）

### 日本營運
- 神無月（製作：上海盛大遊戲）（2019/3/14已轉移經營權給Accessport（日语：ACCESSPORT））
- 深淵地平線（製作：重慶煜顏）（2018/12/31已轉移經營權給重慶煜顏）[8]
- 惡靈退散
- 幻想计划（未營運）